# آرپا-تکیر (شهرستان چوی)
آرپا-تکیر (به لاتین: Arpa-Tektir) یک روستا در قرقیزستان است که در شهرستان چوی واقع شده‌است. آرپا-تکیر ۸۴۳ نفر جمعیت دارد و ۱٬۶۱۵ متر بالاتر از سطح دریا واقع شده‌است.